# Yasei no Rasu Bosu ga Arawareta!
Yasei no Rasu Bosu ga Arawareta! (jap. 野生のラスボスが現れた！) ist ein japanischer Online-Roman von Firehead, der in Japan von 2015 bis 2019 erschien. Die Isekai-Reihe wurde als Manga und Light Novel umgesetzt, für 2025 ist eine Adaption als Anime-Fernsehserie angekündigt. Der Manga erschien auf Deutsch als A Wild Last Boss Appeared! Der schwarzgeflügelte Overlord.

## Inhalt
Im Spiel Exgate Online ist Lufas Mafahl zur unbesiegbaren Spielerin geworden. Da sie so viel mächtiger wurde als alle anderen in diesem MMORPG, wurde sie zum inoffiziellen letzten Boss, den es zu besiegen galt. So tritt eine Gruppe der besten anderen Spieler gegen sie an, um das Spiel für alle anderen zu retten. Wie geplant wird Lufas besiegt und versiegelt. Doch da wird einem der Spieler eine weitere Herausforderung angeboten, die er prompt annimmt. Da wird er in das Spiel selbst gesogen und 200 Jahre später in der Zeitlinie des Spiels als Lufas wiedergeboren. Sie wurde vom König beschworen, der eigentlich Helden rufen wollte. Denn der Dämonenkönig – der eigentliche Endgegner des Spiels – ist noch immer nicht besiegt. Doch auch die von Lufas früher beherrschten mächtigen NSC, die zwölf Sternzeichen, sind inzwischen frei und hinterlassen Verwüstung in der Welt. So macht sich Lufas auf, ihre früheren Untergebenen aufzuhalten. Dabei muss sie mit dem früher angesammelten Ruf ihres wiedergeborenen Charakters zurechtkommen und kann dabei dennoch mit der Zeit einige Kameraden um sich sammeln. Die sieben Helden, die sie einst besiegt hatten, sind ihr keine Hilfe, denn sie sind egostisch und selbst eine Bedrohung für die Bewohner der Welt geworden.

## Veröffentlichungen
Die von Firehead geschriebene Romanreihe wurde ab 2015 auf der Plattform Shōsetsuka ni Narō selbstverlegt und dort 2019 abgeschlossen. Im Februar 2016 startete eine Umsetzung als Light Novel mit Illustrationen von YahaKo beim Verlag Earth Star Entertainment, die im April 2019 mit neun Bänden abgeschlossen wurde. Eine Umsetzung als Manga geschah durch Tsubasa Hazuki. Diese erscheint seit Juni 2017 im Magazin Comic Earth Star beim gleichen Verlag. Die Sammelausgabe erreichte bisher neun Bände. Der zweite und dritte dieser Bände erreichte mit jeweils über 18.000 beziehungsweise über 21.000 Verkäufen Platzierungen in den japanischen Manga-Charts.
Dieser Manga erscheint seit Mai 2025 in deutscher Übersetzung bei Manga Jam Session unter dem Titel A Wild Last Boss Appeared! Der schwarzgeflügelte Overlord. J-Novel Club bringt sowohl Light Novel als auch den Manga auf Englisch heraus.
Im August 2024 wurde angekündigt, dass die Geschichte 2025 als Anime-Fernsehserie herauskommen soll.